# أيمن عزب
أيمن عزب (6 مارس 1962 -) هو ممثل مصري.

## حياته ونشأته
ولد في 6 مارس 1962 بمحافظة القاهرة.

## مسيرته
كانت بدايته من خلال المشاركة بفيلم (الدباح) عام 1982، إلتحق بعدها بالمعهد العالي للفنون المسرحية والذي تخرج منه عام 1991، ليشارك في نفس العام بفيلمي (اللعب مع الشيطان، اشتباه)، توالت أعماله بعدها ما بين السينما والمسرح والتلفزيون، من أبرز أعماله (في إيد أمينة، العندليب، أسرار، ماما في القسم).

## أعماله
- ورا كل باب ج 2 :2021
- صى راع الزوجات ( 1989)
- أم كلثوم (1999)
- سكة السلامة (2000)
- كارمن (2000)
- قاسم أمين (2002)
- فارس بلا جواد (2002)
- قلبي يناديك (2004)
- قضية رأي عام (2007)
- الدالي ج2 (2008)
- أنا قلبي دليلي (2009)
- رحيل مع الشمس
- الدالي ج3 (2011)
- حاميها وحرميها (2014)
- ولي العهد ( 2015 )
- عوالم خفية (2018)
- أبو جبل (2019)
- الوجه الآخر (2020)

## روابط خارجية
- أيمن عزب على موقع IMDb (الإنجليزية)
- أيمن عزب على موقع الدهليز
- أيمن عزب على موقع قاعدة بيانات الأفلام العربية